# Lee Nak-yon
Lee Nak-yon (tiếng Hàn: 이낙연; Hanja: 李洛淵; Hán-Việt: Lý Lạc Uyên, sinh ngày 20 tháng 12 năm 1951 còn được biết đến với cách viết khác là Lee Nak-yeon), là một chính trị gia người Hàn Quốc, Thủ tướng thứ 41 của Hàn Quốc. Trước đây, ông là Thống đốc tỉnh Jeolla Nam. Trước khi nhậm chức Thống đốc, ông làm nhà báo cho Dong-a Ilbo và từng là nghị sĩ Quốc hội Hàn Quốc trong vòng 4 nhiệm kỳ.

## Đầu đời và giáo dục
Lee sinh ngày 20 tháng 12 năm 1951 tại huyện Yeonggwang, tỉnh Jeolla Nam. Sau khi tốt nghiệp Đại học Quốc gia Seoul với bằng cử nhân về luật học, ông làm nhà báo cho nhật báo Dong-a Ilbo đến năm 2000.

## Sự nghiệp chính trị ban đầu
Năm 2000, Lee bắt đầu bước chân vào chính trường "dựa trên mối quan hệ của ông với cựu Tổng thống Kim Dae-jung đã hình thành trong khi ông đưa tin về chính trị". Sau khi rời khỏi Dong-a Ilbo, Lee được bầu làm nghị sĩ Quốc hội Hàn Quốc năm 2000 và phục vụ trong bốn nhiệm kỳ. Lee cũng từng là người phát ngôn cho cựu Tổng thống Roh Moo-hyun khi ông đắc cử Tổng thống vào năm 2002.
Ông rời cương vị nghị sĩ Quốc hội vào giữa nhiệm kỳ thứ tư năm 2014 và tranh cử thành công cho chức vụ Thống đốc tỉnh Jeolla Nam.

## Thủ tướng Hàn Quốc
Ngày 10 tháng 5 năm 2017, sau khi tuyên thệ nhậm chức Tổng thống Hàn Quốc, Moon Jae-in thông báo đã đề cử Thống đốc tỉnh Jeolla Nam Lee Nak-yon làm Thủ tướng Hàn Quốc, thay thế ông Hwang Kyo-ahn xin từ nhiệm. Cùng ngày, Lee từ chức Thống đốc tỉnh Jeolla Nam. Lee được coi là có mối quan hệ thân thiết với các chính trị gia người Nhật Bản, đã phục vụ nhiều năm với tư cách là viên chức cấp cao trong Liên minh các Nghị sĩ Hàn Quốc-Nhật Bản. Lee cũng nói thông thạo tiếng Nhật.
Ngày 31 tháng 5 năm 2017, truyền thông Hàn Quốc đưa tin với 188/299 nghị sĩ tham gia biểu quyết, có 164 nghị sĩ bỏ phiếu tán thành, 20 phiếu phản đối, 2 phiếu trắng và 2 phiếu không hợp lệ, Quốc hội Hàn Quốc thông qua việc chính thức bổ nhiệm Lee Nak-yon làm Thủ tướng Hàn Quốc.

## Lịch sử bầu cử
| Bầu cử                            | Năm  | Tỉnh                                                             | Đảng                                      | Phiếu bầu | Tỷ lệ phần trăm phiếu bầu | Kết quả     |
| --------------------------------- | ---- | ---------------------------------------------------------------- | ----------------------------------------- | --------- | ------------------------- | ----------- |
| Tổng tuyển cử quốc hội khóa XVI   | 2000 | Jeolla Nam (các huyện Hampyeong, Yeonggwang)                     | Đảng Dân chủ (2000)                       | 37,863    | 60.20%                    | Chiến thắng |
| Tổng tuyển cử quốc hội khóa XVII  | 2004 | Jeolla Nam (các huyện Hampyeong, Yeonggwang)                     | Đảng Dân chủ (2000)                       | 30,123    | 55.28%                    | Chiến thắng |
| Tổng tuyển cử quốc hội khóa XVIII | 2008 | Jeolla Nam (các huyện Hampyeong, Yeonggwang, Jangseong)          | Đảng Dân chủ (2008)                       | 42,950    | 67.93%                    | Chiến thắng |
| Tổng tuyển cử quốc hội khóa XIX   | 2012 | Jeolla Nam (các huyện Damyang, Hampyeong, Yeonggwang, Jangseong) | Đảng Dân chủ (2011)                       | 63,887    | 77.32%                    | Chiến thắng |
| Bầu cử Thống đốc tỉnh             | 2014 | Jeolla Nam                                                       | Liên minh Chính trị mới vì Dân chủ (NPAD) | 755,036   | 77.96%                    | Chiến thắng |

## Gia đình
Lee đã kết hôn và có một con trai. Vợ của ông năm 1989 đã sử dụng một địa chỉ giả để được cử về làm giáo viên tại một ngôi trường ở Seoul, sai lầm này của bà đã gây trở ngại cho ông khi Đảng Hàn Quốc Tự do đối lập chính đã không chịu tham gia bỏ phiếu bầu ông làm Thủ tướng vì cho rằng ông Lee không phù hợp với vị trí quan trọng.
Bản quán của Lee Nak-yon thuộc gia tộc Lý Toàn Châu (全州 李氏), điều này làm cho ông trở thành một phần của Hoàng tộc họ Lý. Ông cũng là con cháu đời thứ 22 của Yi Won-Gye (1330 - 23 tháng 10 năm 1388), người anh trai nhiều tuổi hơn cùng cha khác mẹ của Triều Tiên Thái Tổ, người đã sáng lập nên nhà Triều Tiên.